# Stenentoma chrysolampra
Stenentoma chrysolampra är en fjärilsart som beskrevs av Diakonoff 1969. Stenentoma chrysolampra ingår i släktet Stenentoma och familjen vecklare. Inga underarter finns listade i Catalogue of Life.